# Pulvermühle Steffisburg
Im Gemeindebann der heutigen Gemeinde Steffisburg ist seit 1586 eine Pulvermühle nachgewiesen. Sie wurde 1862 stillgelegt, demontiert und teilweise abgebrochen.

## Geschichte
Im Jahre 1586 wollte die Stadt Thun nicht mehr, dass innerhalb der Stadtmauern Schwarzpulver hergestellt wurde. Herrn Hans Zuber erstellte dann vor den Toren eine Pulvermühle. Er erhielt von der Stadt und Republik Bern die Auflage, wie auch alle seiner späteren Nachfolger, dass das Schwarzpulver nicht ins Ausland verkauft werden darf. Im Laufe der Jahrhunderte wechselte Mühle mehrfach den Besitzer und wurde schlussendlich 1760 vom Staat Bern übernommen. Das Gelände wurde erst ca. 1830 den Gemarkungen der Gemeinde Steffisburg zugeteilt.

Relikte der ehemalige Pulvermühle Steffisburg
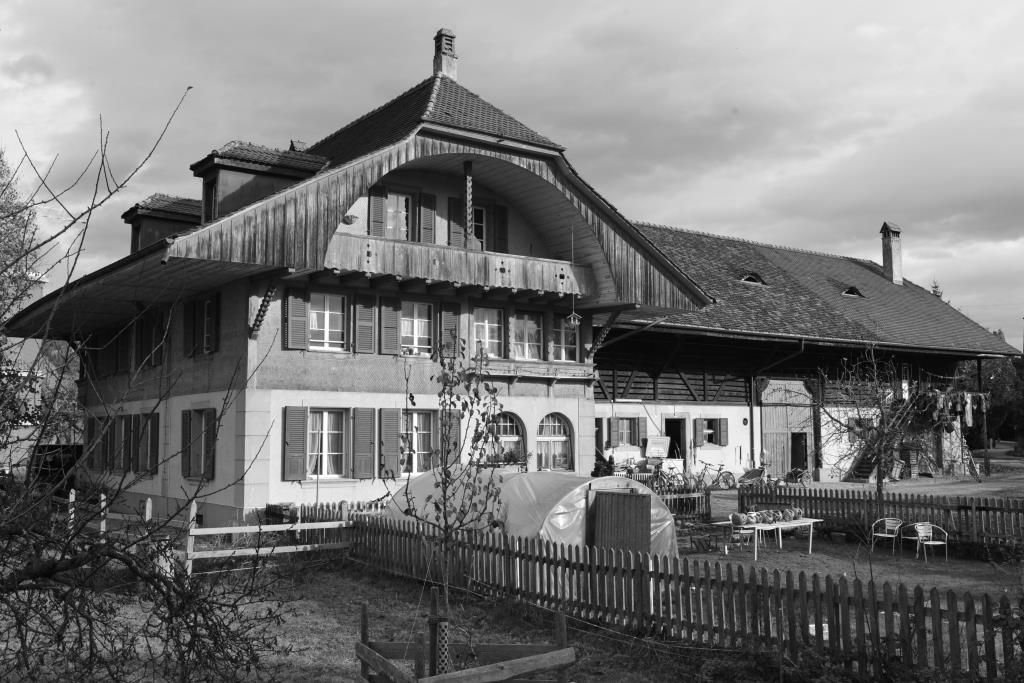
Wohnhaus der ehemaligen Pulvermühle (nach Umbau von ca. 1910)
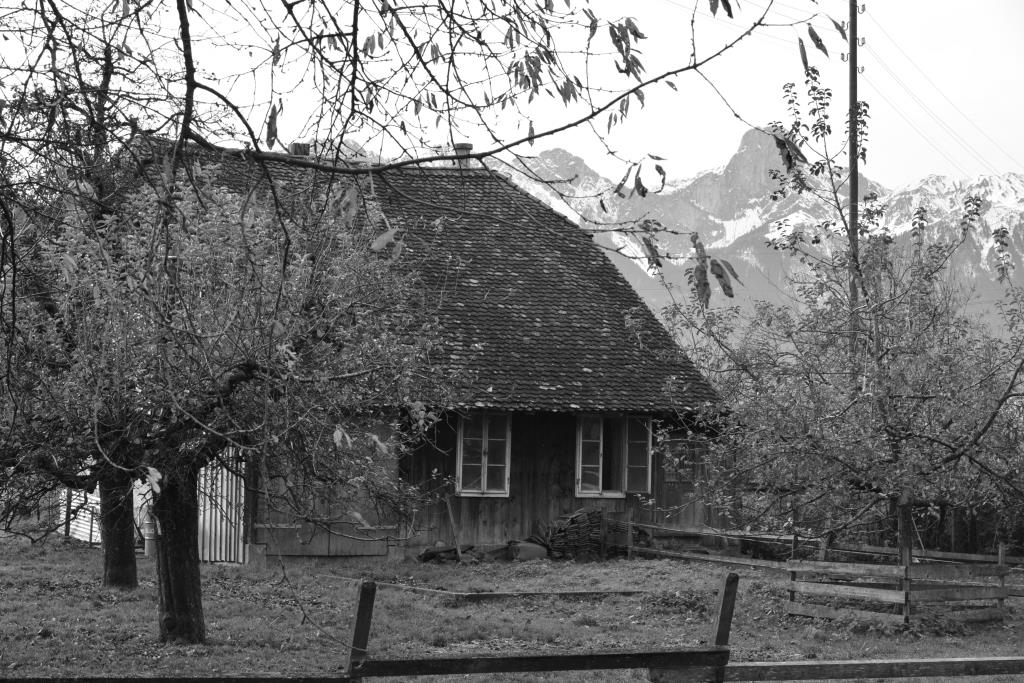
ehem. Kohlebrennerei
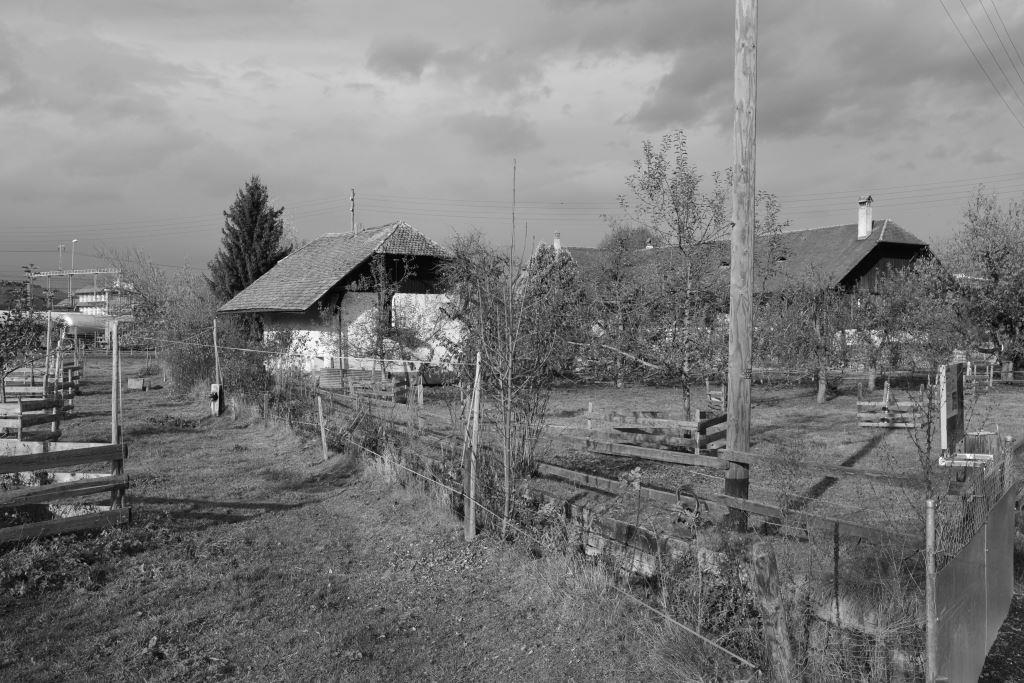
Der Mühlebach vorne, hinten die Pulvermühle

1852 wurde die Pulvermühle von der neu geschaffenen eidgenössischen Pulververwaltung, der Monopolbehörde für Schwarzpulver und Sprengstoffe, übernommen. Am 8. Mai 1861 ereignete sich ein schwerer Unfall, als 3395 kg Schwarzpulver explodierte. Es entstand grosser Schaden, zwei Personen verloren dabei das Leben. Nach einer ganzen Reihe von Unfällen war dies der heftigste und so hat der Bundesrat im November 1862 beschlossen, die Pulvermühle Steffisburg stillzulegen. Die Herstellung von Schwarzpulver wurde ab 1863 in den anderen Betrieben der Eidgenossenschaft (Pulvermühle Aubonne und Pulvermühle Chur) unter moderneren und sicheren Bedingungen weitergeführt und die Produktionsanlagen abgerissen und das Gelände 1864 für Fr. 41'000 der Burgergemeinde Thun verkauft. Einzelne wenige Betriebsgebäude und das Wohnhaus des Pulvermüllers stehen noch heute. Statt der Pulvermühle wurde 1863 auf der anderen Aareseite, nur wenige hundert Meter entfernt, das eidgenössische Munitionslaboratorium in Thun in Betrieb genommen, diese wurde später zur Schweizerischen Munitionsfabrik und ist heute Teil der RUAG. Der gerade anstehende Technologiewandel vom Pulver hin zur patronierten Munition beförderte diesen Entschluss. Somit ist die Munitionsfabrik Thun wohl die älteste noch in Betrieb sich befindliche der Welt.